# Querstabilität
Der Begriff Querstabilität beschreibt die Fähigkeit eines Flugzeuges, auf um die Längsachse auftretende Störungen (beispielsweise Böen) so zu reagieren, dass sich ohne Zutun des Piloten wieder die ursprüngliche Fluglage einstellt. Querstabilität wirkt der Rollneigung eines Flugzeugs entgegen.
Die Querstabilität eines Flugzeuges wird insbesondere bestimmt durch V-Stellung und Pfeilung der Tragflächen.
Außerdem beeinflusst die vertikale Anordnung der Tragflächen am Rumpf (Hochdecker, Tiefdecker, …) die Querstabilität.

## Bedeutung im Flugzeugdesign
Querstabilität ist ein wichtiger Aspekt im Flugzeugbau. 
Mit zunehmender Querstabilität wird das Flugverhalten 'gutmütiger' aber gleichzeitig weniger agil bzw. sensibel für Steuerbefehle um die Längsachse.
Üblicherweise werden die o. g. Merkmale kombiniert, um – je nach Anforderung – einen bestimmten Grad der Stabilität zu erzielen.

## Zusammenfassung
Als einfache Faustregeln gelten:
Die Querstabilität eines Flugzeuges nimmt zu mit
- zunehmender V-Stellung (nach oben gerichtete Tragflächen),
- zunehmender Pfeilung (nach hinten gerichtete Tragflächen),
- tiefer liegendem Rumpf (z. B. beim Hochdecker).